# Болђоне (Сијена)
Болђоне је насеље у Италији у округу Сијена, региону Тоскана.
Према процени из 2011. у насељу је живело 138 становника. Насеље се налази на надморској висини од 277 м.